# يومي فاش لانسو
يومي فاش لانسو

## مولده
يُعتقد أن يومي فاش لانسو وُلد في عام 1968 في لاغوس، نيجيريا، على الرغم من أن بعض المصادر تشير إلى تواريخ ميلاد مختلفة. نشأ في عائلة متوسطة الحال وظهر اهتمامه بالفنون في سن مبكرة

## مسيرته الفنية
بدأ لانسو مسيرته الفنية في التسعينيات، حيث شارك في:
- مسرحيات محلية في لاغوس
- إعلانات تلفزيونية
- أدوار ثانوية في مسلسلات تلفزيونية

## نوليوود
انطلق نجمه الحقيقي مع صعود صناعة نوليوود في أوائل الألفية:
- أول دور رئيسي له كان في فيلم "الضحية" (2001)
- اشتهر بأدوار الشر في العديد من الإنتاجات
- تميز بقدرته على أدوار الدراما الاجتماعية

## أعماله الفنية
1. "دماء في القصر" (2005)
2. "لعبة الزواج" (2008)
3. "الوريث المفقود" (2012)
4. "أيام الغضب" (2016)
- "عائلة أديوني" (2003-2005)
- "صراع العروش" (2009-2011)
- "الوريث الشرعي" (2018)

## الجدل حول العمر
أثار عمر لانسو جدلاً بسبب:
- اختلاف المصادر حول سنة ميلاده
- مظهره الذي لا يتناسب مع عمره المفترض
- تصريحات متضاربة من زملائه في الصناعة

## حياته الشخصية
حافظ لانسو على خصوصية حياته الشخصية، لكن المعروف أنه:
- متزوج منذ 1995
- أب لثلاثة أطفال
- ناشط في الأعمال الخيرية

## التأثير
يُعتبر لانسو من الرواد الذين ساهموا في:
- تطوير صناعة نوليوود
- رفع مستوى التمثيل المحترف
- إدخال تقنيات إنتاج متطورة

## الجوائز والتكريمات
حصل على العديد من الجوائز منها:
- جائزة أفضل ممثل في مهرجان نوليوود 2007
- جائزة الإنجاز مدى الحياة 2019
- تكريم من حكومة ولاية لاغوس 2020
1. 1. المراجع

1. Nigerian Film Corporation (2021). "History of Nollywood"
2. Lagos Arts Journal, Vol. 12 (2018)
3. Interview with The Guardian Nigeria (2015))، هُو مُمثل نيجيري.

## وصلات خارجية
- يومي فاش لانسو في قاعدة بيانات الأفلام على الإنترنت